# Championnat d'Uruguay de football 2024
 (août 2024).
Navigation
Édition précédente Édition suivante
La saison 2024 du Championnat d'Uruguay de football est la cent-vingtième édition du championnat de première division en Uruguay. Les seize meilleurs clubs du pays s'affrontent lors de trois tournois saisonniers, Ouverture, Intermédiaire et Clôture. Les vainqueurs des tournois Ouverture et Clôture se qualifient pour la phase finale pour déterminer le champion d'Uruguay. La relégation est déterminée par un classement de la moyenne des points cumulée des deux dernières saisons.
Le Liverpool Fútbol Club est le tenant du titre.

## Organisation
Le championnat se déroule en quatre temps distincts : le tournoi d'ouverture, le tournoi intermédiaire, le tournoi de fermeture et la phase finale.
Lors du tournoi d'ouverture les équipes se rencontrent une fois, soit 15 journées. Le vainqueur se qualifie pour la demi finale de la phase finale pour y rencontrer le vainqueur du tournoi de fermeture. Si le vainqueur du tournoi d'ouverture ne parvient pas à se qualifier pour la Copa Libertadores en fin de saison, il sera automatiquement qualifié pour la Copa Sudamericana.
Lors du tournoi intermédiaire, les équipes sont divisées en deux groupes de huit et se rencontrent une fois, soit 7 journées.
Lors du tournoi de fermeture les équipes se rencontrent une fois, soit 15 journées. Le vainqueur se qualifie pour la demi finale de la phase finale pour y rencontrer le vainqueur du tournoi d'ouverture. Si le vainqueur du tournoi de fermeture ne parvient pas à se qualifier pour la Copa Libertadores en fin de saison, il sera automatiquement qualifié pour la Copa Sudamericana.
La phase finale commence avec une demi finale entre les deux vainqueurs des tournois d'ouverture et de fermeture. Le vainqueur sera opposé en finale au club à la première place du classement cumulé (ce classement est établi avec tous les résultats de la saison comprenant le tournoi d'ouverture, le tournoi intermédiaire et le tournoi de fermeture).

## Qualifications continentales
Le champion d'Uruguay, finaliste vainqueur de la phase finale, est qualifié pour la Copa Libertadores 2025. Le finaliste perdant où le vice champion du classement cumulé si la finale n'a pas été disputée, accompagne le champion en Copa Libertadores.
Les deux clubs les mieux classés au classement cumulé, autres que le champion et le vice-champion, se qualifient pour la phase de qualification de la Copa Libertadores 2025.
Les quatre clubs non qualifiés pour la Copa Libertadores, les mieux placés au classement cumulé, obtiennent une place pour la Copa Sudamericana 2025. 

## Les clubs participants
| Club                             | Entraîneur           | Ville      | Stade                                                   | Capacité |
| -------------------------------- | -------------------- | ---------- | ------------------------------------------------------- | -------- |
| Club Atlético Boston River       | Daniel Farías        | Montevideo | Stade Juan Antonio Lavalleja                            | 7 000    |
| Centro Atlético Fénix            | Sergio Damián Santín | Montevideo | Estadio Parque Capurro                                  | 5 500    |
| Liverpool Fútbol Club            | Jorge Bava           | Montevideo | Estadio Belvedere                                       | 8 384    |
| Montevideo Wanderers Fútbol Club | Sergio Blanco        | Montevideo | Parque Alfredo Víctor Viera                             | 15 000   |
| Club Nacional de Football        | Ricardo Zielinski    | Montevideo | Estadio Gran Parque Central                             | 34 000   |
| Club Atlético Peñarol            | Alfredo Arias        | Montevideo | Estadio Campeón del Siglo                               | 40 000   |
| Club Atlético River Plate        | Gustavo Díaz         | Montevideo | Parque Federico Omar Saroldi                            | 6 000    |
| Cerro Largo Fútbol Club          | Eduardo Espinel      | Melo       | Stade Empleados del Comercio                            | 6 000    |
| Club Deportivo Maldonado         | Fabián Coito         | Maldonado  | Stade Domingo Burgueño Miguel                           | 17 172   |
| Danubio Fútbol Club              | Esteban Conde        | Montevideo | Stade Jardines del Hipódromo María Mincheff de Lazaroff | 18 000   |
| Defensor Sporting Club           | Marcelo Méndez Russo | Montevideo | Stade Luis Franzini                                     | 16 000   |
| Racing Club de Montevideo        | Gustavo Fermani      | Montevideo | Estadio Parque Palermo                                  | 4 072    |
| Club Atlético Cerro              | Danielo Núñez        | Montevideo | Estadio Luis Tróccoli                                   | 25 000   |
| Club Sportivo Miramar Misiones   | Leonardo Medina      | Montevideo | Estadio Parque Palermo                                  | 4 000    |
| Club Atlético Progreso           | Carlos Canobbio      | Montevideo | Estadio Abraham Paladino                                | 3 200    |
| Rampla Juniors Fútbol Club       | Martín García        | Montevideo | Estadio Olímpico Pedro Arispe                           | 6 190    |

## Compétition

### Tournoi d'ouverture
| Rang | Équipe               | Pts | J  | G  | N | P | Bp | Bc | Diff |
| ---- | -------------------- | --- | -- | -- | - | - | -- | -- | ---- |
| 1    | Peñarol              | 41  | 15 | 13 | 2 | 0 | 31 | 7  | +24  |
| 2    | Nacional             | 34  | 15 | 10 | 4 | 1 | 31 | 13 | +18  |
| 3    | Defensor SC          | 28  | 15 | 8  | 4 | 3 | 31 | 17 | +14  |
| 4    | Boston River         | 27  | 15 | 8  | 3 | 4 | 21 | 17 | +4   |
| 5    | Progresso P          | 24  | 15 | 7  | 3 | 5 | 25 | 25 | 0    |
| 6    | Cerro Largo          | 21  | 15 | 6  | 3 | 6 | 13 | 13 | 0    |
| 7    | Racing Club          | 19  | 15 | 5  | 4 | 6 | 22 | 22 | 0    |
| 8    | Liverpool T          | 18  | 15 | 4  | 6 | 5 | 22 | 24 | -2   |
| 9    | Montevideo Wanderers | 18  | 15 | 5  | 3 | 7 | 15 | 20 | -5   |
| 10   | Cerro                | 17  | 15 | 4  | 5 | 6 | 19 | 25 | -6   |
| 11   | Deportivo Maldonado  | 15  | 15 | 4  | 3 | 8 | 14 | 19 | -5   |
| 12   | Rampla Juniors P     | 15  | 15 | 4  | 3 | 8 | 15 | 27 | -12  |
| 13   | CA River Plate       | 14  | 15 | 3  | 5 | 7 | 20 | 25 | -5   |
| 14   | Danubio              | 14  | 15 | 3  | 5 | 7 | 13 | 19 | -6   |
| 15   | Fénix                | 13  | 15 | 3  | 4 | 8 | 11 | 17 | -6   |
| 16   | Miramar Misiones P   | 11  | 15 | 2  | 5 | 8 | 18 | 28 | -10  |

|  | Qualification pour la Phase finale            |
|  | T : Tenant du titre P : Promu de Segunda Liga |

### Tournoi intermédiaire
Les clubs classés à une position impaire du classement du tournoi d'ouverture sont placés dans un groupe, et les clubs d'une position paire dans un autre groupe.

#### Groupe A
| Rang | Équipe               | Pts | J | G | N | P | Bp | Bc | Diff |
| ---- | -------------------- | --- | - | - | - | - | -- | -- | ---- |
| 1    | Peñarol              | 14  | 7 | 4 | 2 | 1 | 10 | 5  | +5   |
| 2    | Montevideo Wanderers | 13  | 7 | 4 | 1 | 2 | 11 | 9  | +2   |
| 3    | Defensor SC          | 11  | 7 | 3 | 2 | 2 | 7  | 5  | +2   |
| 4    | Fénix                | 10  | 7 | 3 | 1 | 3 | 10 | 9  | +1   |
| 5    | CA River Plate       | 8   | 7 | 2 | 2 | 3 | 8  | 9  | -1   |
| 6    | Progresso P          | 8   | 7 | 2 | 2 | 3 | 8  | 11 | -3   |
| 7    | Racing Club          | 6   | 7 | 1 | 3 | 3 | 8  | 10 | -2   |
| 8    | Deportivo Maldonado  | 6   | 7 | 1 | 3 | 3 | 5  | 9  | -4   |

|  | Qualification pour la finale intermédiaire    |
|  | T : Tenant du titre P : Promu de Segunda Liga |

#### Groupe B
| Rang | Équipe             | Pts | J | G | N | P | Bp | Bc | Diff |
| ---- | ------------------ | --- | - | - | - | - | -- | -- | ---- |
| 1    | Nacional           | 16  | 7 | 5 | 1 | 1 | 18 | 5  | +13  |
| 2    | Danubio            | 14  | 7 | 4 | 2 | 1 | 11 | 11 | 0    |
| 3    | Cerro Largo        | 11  | 7 | 3 | 2 | 2 | 6  | 7  | -1   |
| 4    | Cerro              | 10  | 7 | 3 | 1 | 3 | 8  | 5  | +3   |
| 5    | Miramar Misiones P | 10  | 7 | 3 | 1 | 3 | 7  | 10 | -3   |
| 6    | Rampla Juniors P   | 8   | 7 | 2 | 2 | 3 | 8  | 12 | -4   |
| 7    | Boston River       | 7   | 7 | 2 | 1 | 4 | 6  | 8  | -2   |
| 8    | Liverpool T        | 3   | 7 | 1 | 0 | 6 | 4  | 10 | -6   |

|  | Qualification pour la finale intermédiaire    |
|  | T : Tenant du titre P : Promu de Segunda Liga |

#### Finale
| Finale du tournoi intermédiaire | Peñarol                      | 1 - 1   | Nacional          | Stade Centenario             |                              |
| 4 août 2024 15:00               | Leonardo Fernández López 34e | (1 - 0) | 79e Gonzalo Petit | Arbitrage : Esteban Ostojich | Arbitrage : Esteban Ostojich |
| 4 août 2024 15:00               | Tirs au but 7-8              |         |                   | Arbitrage : Esteban Ostojich | Arbitrage : Esteban Ostojich |

### Tournoi de clôture
| Rang | Équipe               | Pts | J  | G  | N | P  | Bp | Bc | Diff |
| ---- | -------------------- | --- | -- | -- | - | -- | -- | -- | ---- |
| 1    | Peñarol              | 38  | 15 | 12 | 2 | 1  | 32 | 5  | +27  |
| 2    | Nacional             | 36  | 15 | 11 | 3 | 1  | 35 | 11 | +24  |
| 3    | Boston River         | 27  | 15 | 8  | 3 | 4  | 19 | 15 | +4   |
| 4    | Danubio              | 25  | 15 | 6  | 7 | 2  | 14 | 7  | +7   |
| 5    | Racing Club          | 25  | 15 | 6  | 7 | 2  | 15 | 10 | +5   |
| 6    | Cerro Largo          | 22  | 15 | 6  | 4 | 5  | 15 | 11 | +4   |
| 7    | Defensor SC          | 20  | 15 | 5  | 5 | 5  | 17 | 17 | 0    |
| 8    | Miramar Misiones P   | 19  | 15 | 4  | 7 | 4  | 11 | 15 | -4   |
| 9    | Liverpool T          | 18  | 15 | 4  | 6 | 5  | 15 | 16 | -1   |
| 10   | CA River Plate       | 18  | 15 | 5  | 3 | 7  | 15 | 20 | -5   |
| 11   | Montevideo Wanderers | 17  | 15 | 4  | 5 | 6  | 15 | 20 | -5   |
| 12   | Rampla Juniors P     | 16  | 15 | 4  | 4 | 7  | 12 | 19 | -7   |
| 13   | Fénix                | 14  | 15 | 4  | 2 | 9  | 14 | 28 | -14  |
| 14   | Cerro                | 12  | 15 | 2  | 6 | 7  | 9  | 20 | -11  |
| 15   | Deportivo Maldonado  | 9   | 15 | 2  | 3 | 10 | 12 | 24 | -12  |
| 16   | Progreso P           | 8   | 15 | 1  | 5 | 9  | 9  | 24 | -15  |

|  | Qualification pour la Phase finale            |
|  | T : Tenant du titre P : Promu de Segunda Liga |

### Phase finale
La demi-finale oppose le vainqueur du tournoi d'ouverture et le vainqueur de celui de fermeture. Le vainqueur joue ensuite contre le premier du classement cumulé pour le titre de champion d'Uruguay.
|  | Demi-finales        | Demi-finales | Demi-finales          | Demi-finales |  |  | Finale | Finale | Finale | Finale |
|  |                     |              |                       |              |  |  |        |        |        |        |
|  | décembre 2024       |              |                       |              |  |  |        |        |        |        |
|  | Vainqueur Ouverture | Peñarol      |                       |              |  |  |        |        |        |        |
|  | Vainqueur Ouverture | Peñarol      |                       |              |  |  |        |        |        |        |
|  | Vainqueur Clôture   | Peñarol      |                       |              |  |  |        |        |        |        |
|  | Vainqueur Clôture   | Peñarol      | 1er classement cumulé | Peñarol      |  |  |        |        |        |        |
|  |                     |              |                       |              |  |  |        |        |        |        |
|  |                     |              | finaliste             | .            |  |  |        |        |        |        |
|  |                     |              |                       |              |  |  |        |        |        |        |
|  |                     |              |                       |              |  |  |        |        |        |        |
|  |                     |              |                       |              |  |  |        |        |        |        |
|  |                     |              |                       |              |  |  |        |        |        |        |

## Classement cumulé
| Rang | Équipe               | Pts | J  | G  | N | P  | Bp | Bc | Diff |
| ---- | -------------------- | --- | -- | -- | - | -- | -- | -- | ---- |
| 1    | Peñarol              | 55  | 22 | 17 | 4 | 1  | 41 | 12 | +29  |
| 2    | Nacional             | 50  | 22 | 15 | 5 | 2  | 49 | 21 | +28  |
| 3    | Defensor SC          | 39  | 22 | 11 | 6 | 5  | 38 | 22 | +16  |
| 4    | Boston River         | 34  | 22 | 10 | 4 | 8  | 27 | 25 | +2   |
| 5    | Cerro Largo          | 32  | 22 | 9  | 5 | 8  | 22 | 23 | -1   |
| 6    | Progreso P           | 32  | 22 | 9  | 5 | 8  | 33 | 36 | -3   |
| 7    | Montevideo Wanderers | 31  | 22 | 9  | 4 | 9  | 26 | 29 | -3   |
| 8    | Danubio              | 28  | 22 | 7  | 7 | 8  | 24 | 30 | -6   |
| 9    | Cerro                | 27  | 22 | 7  | 6 | 9  | 27 | 30 | -3   |
| 10   | Racing Club          | 25  | 22 | 6  | 7 | 9  | 30 | 32 | -2   |
| 11   | Fénix                | 23  | 22 | 6  | 5 | 11 | 21 | 26 | -5   |
| 12   | Rampla Juniors P     | 23  | 22 | 6  | 5 | 11 | 23 | 39 | -16  |
| 13   | CA River Plate       | 22  | 22 | 5  | 7 | 10 | 22 | 34 | -12  |
| 14   | Liverpool T          | 21  | 22 | 5  | 6 | 11 | 26 | 34 | -8   |
| 15   | Deportivo Maldonado  | 21  | 22 | 5  | 6 | 11 | 19 | 28 | -9   |
| 16   | Miramar Misiones P   | 21  | 22 | 5  | 6 | 11 | 25 | 38 | -13  |

|  | Qualification pour le tour de poule de la Copa Libertadores 2025        |
|  | Qualification pour les tours qualificatifs de la Copa Libertadores 2025 |
|  | Qualification pour le tour de poule de la Copa Sudamericana 2025        |
|  | T : Tenant du titre P : Promu de Segunda Liga                           |

## Bilan de la saison
| Championnat d'Uruguay de football 2024 |                                   |
| Champion                               | Club Atlético Peñarol (55e titre) |
| Qualifications continentales           |                                   |
| Copa Libertadores 2025                 | Club Atlético Peñarol             |
| Copa Libertadores 2025                 | Club Nacional de Football         |
| Copa Libertadores 2025                 | Club Atlético Boston River        |
| Copa Libertadores 2025                 | Defensor Sporting Club            |
| Copa Sudamericana 2025                 | Cerro Largo Fútbol Club           |
| Copa Sudamericana 2025                 | Danubio Fútbol Club               |
| Copa Sudamericana 2025                 | Racing Club de Montevideo         |
| Copa Sudamericana 2025                 | Montevideo Wanderers Fútbol Club  |
| Promotions et relégations              |                                   |
| Promus en Primera División             | Club Plaza Colonia de Deportes    |
| Promus en Primera División             | Montevideo City Torque            |
| Relégués en Primera B                  | Rampla Juniors Fútbol Club        |
| Relégués en Primera B                  | Centro Atlético Fénix             |
| Relégués en Primera B                  | Club Deportivo Maldonado          |